# Heilige Geestkerk (Białystok)
De Heilige Geestkerk (Pools: Cerkiew Świętego Ducha) is een Pools-orthodox kerkgebouw in de Poolse stad Białystok. Het grootste orthodoxe kerkgebouw van het land werd in 1999 ingewijd.

## Geschiedenis
De eerste pogingen om de kerk te bouwen dateren van 1970. Destijds kostte het nog veel moeite om een kerk te mogen bouwen en het duurde tot 1982 vooraleer de toestemming van de autoriteiten werd verkregen om met de bouw te starten. 
Op 1 augustus 1982 werd de eerste steen gelegd door de initiatiefnemer van de bouw, bisschop Sawa van Białystok. De bouw vorderde traag en duurde tot 1999.         
De inwijding van het gebouw vond plaats op 19 mei 1999 door Zijne Eminentie de Hoogwaardige Sawa, aartsbisschop van Warschau en Metropoliet van Polen, daarbij geassisteerd door de bisschoppen van Białystok en Gdańsk, Lublin en Chełm, Bielsk Podlaski en Grodno.
In juni 2006 werd gestart met de bouw van een 70 meter hoge vrijstaande klokkentoren. Deze werd voltooid in 2012. In de toren hangen in totaal 10 klokken, waarvan vier werd gegoten in Nederland en zes in Hongarije. Op de klokkentoren is de antenne van het orthodoxe radiostation gemonteerd.

## Beschrijving
Het door Jan Kabac ontworpen kerkgebouw heeft vijf koepels, één centrale koepel en vier kleinere. De lengte van de kerk bedraagt 55 meter, de breedte 38 meter en de hoogte 50 meter. Na de inwijding werd er nog vier jaar doorgewerkt aan de beschildering van het interieur door een team van kunstenaars uit Donetsk. De kerk heeft twee altaren en bezit de grootste iconostase van Polen. De toren is versierd met diverse mozaïeken, griekse kruisen en wordt bekroond met een orthodox kruis.